# Calliotrochus marmoreus
Calliotrochus marmoreus is een slakkensoort uit de familie van de Trochidae. De wetenschappelijke naam van de soort is voor het eerst geldig gepubliceerd in 1861 door Pease als Margarita marmorea.